# Rolf Milser
Rolf Milser   (Bernburg, 28 de juny de 1951) és un aixecador alemany que va competir sota bandera de la República Federal Alemanya durant les dècades de 1970 i 1980.
El 1972 va prendre part en els Jocs Olímpics d'Estiu de Múnic, on fou setè en la categoria del pes pesant lleuger del programa d'halterofília. Quatre anys més tard, als Jocs de Mont-real va disputar, sense sort per culpa d'unes rampes que l'impediren la normal execució dels aixecaments, la mateixa categoria. La tercera i darrera participació en uns Jocs va tenir lloc el 1984, a Los Angeles, on va guanyar la medalla d'or en la categoria del pes tres-quarts pesant del programa d'halterofília.
En el seu palmarès també destaquen dues medalles d'or, dues de plata i una de bronze al Campionat del món d'halterofília i una d'or i dues de plata al Campionat d'Europa d'halterofília. Durant la seva carrera va establir dos rècords mundials. A nivell nacional va guanyar 12 títols de l'Alemanya Occidental consecutius entre 1972 i 1983 i va establir 115 rècords alemanys.
Una vegada retirat va exercir d'entrenador nacional durant 12 anys i, després, durant cinc anys, va ser president de l'Associació d'entrenadors de l'Alemanya Occidental.